# 葉祿
葉祿（1417年—？），字祿元，江西廣信府貴溪縣人，軍籍。明朝政治人物。進士出身。

## 生平
江西鄉試第五十四名。正統十三年（1448年）戊辰科會試第一百三十七名，殿試登進士第三甲第四十一名。

## 家族
曾祖葉茂遠。祖父葉谷義。父亲葉時兆。